# شان رودمن
 شان رودمن (انگلیسی: Shaun Rudman؛ زاده ۱۷ فوریهٔ ۱۹۷۸) یک تنیس‌باز اهل آفریقای جنوبی است.